# Немецкие камуфляжи Второй мировой войны
В межвоенный период и в ходе Второй мировой войной в Германии было создано семейство деформирующих узорчатых военных камуфляжных рисунков, активно использовавшихся во время Второй мировой войны.
Рейхсвер начал экспериментировать с камуфляжными рисунками для униформы ещё до Второй мировой войны. Первым образцом был рисунок Splittertarnmuster («Осколок камуфляж»), принятый на вооружение в 1931 году, и использовавшийся изначально на плащ-накидках Zeltbahn-31. Боевые части войск СС использовали различные образцы с 1935 года. Шаблоны камуфляжа СС были разработаны Иоганном Георгом Отто Шиком, профессором искусства из Мюнхена, а затем — директором подразделения по исследованию камуфляжа, по просьбе майора СС Вима Брандта. Брандт был инженером и командиром разведывательного батальона SS-VT, стремившийся получить наилучший камуфляж. Шик исследовал влияние света на деревья летом и осенью, что привело к идее реверсивной камуфляжной одежды с зелеными летними узорами с одной стороны и коричневыми осенними узорами — с другой. В 1937 году были проведены полевые испытания образцов в полку SS-VT Deutschland, по оценке которых, камуфляж позволил сократить потери личного состава на пятнадцать процентов.
В 1938 году реверсивный «весна/осень» чехол для шлема, халат и маска для снайпера с лесным рисунком Шика на водостойкой хлопковой ткани были запатентованы для Waffen-SS. Патент мешал вермахту использовать образцы, которые стали отличительной эмблемой войск СС во время войны. Тем не менее, камуфлированное обмундирование носили некоторые другие подразделения, в том числе с 1941 Люфтваффе, которое имело свою собственную версию Splittertarnmuster , а также Кригсмарине и Fallschirmjäger. Планировалось, что камуфляж Leibermuster-1945 станет общим как для СС, так и Вермахта, и заменит собой все ранее находившиеся на вооружении камуфляжные расцветки, но до конца войны он не успел получить широкого распространения .
Производство тентов, чехлов для касок и халатов компаниями Warei, Forster и Joring началось в ноябре 1938 года. Они изначально печатались вручную, что ограничило поставку в январе 1939 только 8400 тентами, 6800 чехлами для шлемов и небольшим количеством маскхалатов. К июню 1940 года благодаря машинной печати для Waffen-SS было выпущено 33 000 маскировочных халата. Однако поставки высококачественной хлопковой ткани оставались критически малыми на протяжении всей войны и в конце концов окончательно прервались в январе 1943 года. Её заменили водонепроницаемой хлопчатобумажной тканью.

## Камуфляжные расцветки
Названия немецких камуфляжей, за исключением рисунка «лейбермустер», не являются их настоящими обозначениями а были даны им послевоенными коллекционерами военных реликвий. 
| Немецкое название                     | Русское название                           | Дата      | Изображение | Примечания |
| ------------------------------------- | ------------------------------------------ | --------- | ----------- | --- |
| Splittertarnmuster (Buntfarbenmuster) | Осколочный камуфляж («Красочный камуфляж») | 1931      |             | Первый немецкий камуфляжный рисунок, в основном использовался для плащ-накидок Zeltbahn                                                                 |
| Luftwaffen- Splittertarnmuster        | Осколочный камуфляж Luftwaffe              | 1941      |             | Вариант Splittertarnmuster для ВВС |
| Platanenmuster                        | Платановый узор                            | 1937-1942 |             | Летний и осенний варианты, первый камуфляжный пятнистый рисунок                                                                                         |
| Rauchtarnmuster                       | Дымчатый узор                              | 1939-1944 | Образец     | Летняя и осенняя вариации |
| Palmenmuster                          | Пальмовый узор                             | 1941-?    | Образец     | Летняя и осенняя вариации, использовался Waffen-SS |
| Beringtes Eichenlaubmuster            | узор Дубовый лист B                        | 1942-1945 | Образец     | [ 9 ] [ 4 ] |
| Eichenlaubmuster                      | узор Дубовый лист A                        | 1943-1945 |             | Летний и осенний варианты, реверсивный халат Waffen-SS Так же использовался для плащ-палаток Zeltbahn                                                   |
| Sumpftarnmuster                       | Болотный узор                              | 1943      |             | Размытая форма Splittertarnmuster; Летний/зимний варианты; Реверсивный халат                                                                            |
| Erbsenmuster                          | Гороховый узор                             | 1943-1945 |             | Базировался на Eichenlaubmuster |
| Leibermuster                          | (назван в честь братьев Лейбер)            | 1945      |             | Шестицветный рисунок с бесформенными пятнами. Создан для защиты от ИК-прицелов. Применялся ограниченно. На его основе создан американский камуфляж ERDL |